# Kasza Tibor
Kasza Tibor (Szeged, 1978. február 23. –) Artisjus-díjas magyar énekes, zeneszerző, producer, műsorvezető. A Crystal egykori frontembere.

## Élete
Szentesen nevelkedett, középiskolai tanulmányait a város Horváth Mihály Gimnáziumában végezte, irodalom-dráma szakon. Az érettségi után Budapesten a Toldy Mária Musical Stúdió növendéke volt, ahol megismerkedett Miklós Tiborral is, akivel a későbbiekben is együtt dolgozott.
Ezután következett a Kőbányai Zene Stúdió, ahol Sík Olga és Kósa Zsuzsa segítették pályáján.
Új típusú, ír zenei hangzású együttesét Crystal néven 1998-ban alakította meg testvérével, Gáborral és Lajtai Katival, annak frontembere volt 2010-ig. 2 évig nem talált fogékony kiadót erre a zenére, addig főleg zeneszerzőként és producerként tevékenykedett. 2000-ben Michael Flatley hihetetlen sikere ráirányította a figyelmet erre a zenei világra, így kiadót is találtak majd kiadták első stúdió albumukat. Ezt még 5 album és számos kislemez követte az évek során. A Crystalt 2002-ben Artisjus-díjjal tüntették ki, míg 2005-ben övék volt az egyik legjátszottabb sláger hazánkban. A zenekar 2010-ben feloszlott, ezt követően Kasza Tibor a szólókarrierjére koncentrált.
Kasza Tibor 2008-ban kiadta első szólólemezét, Ha egy férfi igazán szeret címmel.
Önálló televíziós show-műsora 2013. augusztus 26-án indult el Kasza! címmel. A műsor hétfő esténként a Super TV2-n volt rendszeresen látható. A műsor 60 adást ért meg, ezt követően vették le a képernyőről 2015 májusában.
Ő lett a műsorvezetője a 2017-ben képernyőre tűzött Pénzt vagy éveket! című műsornak is. Ezen kívül ő lett volna a 2017-ben újrainduló Áll az alku műsorvezetője is, de az egykori műsorvezető, Gundel Takács Gábor végül megállapodott a TV2-vel, így ismét ő vezette azt.
2017-ben megházasodott, felesége Kasza-Darai Andrea. 2018 novemberében megszületett első gyermeke, Lora Bella. 2022 Júniusában pedig második gyermeke, Liza Panna.
2017-ben a Gazdasági Versenyhivatal elmarasztalta a közösségi médiatevékenysége miatt.
2022 nyarán a feleségével és testvérével közösen tulajdonolt, étrendkiegészítőket forgalmazó cégével szemben a Gazdasági Versenyhivatal vizsgálatot indított, mivel a cég a versenyhivatal közleménye szerint vélhetően tisztességtelenül, valamint az uniós ágazati jogszabályokat is megsértve reklámozza a cég termékcsaládját és a "Challenge életmódváltó rendszert".

## Diszkográfia
| Stúdióalbumok - Két utazó (2000) - Fújja el a szél (2002) - Trilógia (2004) - Karácsony (2008) - Gregorian (2009) Szólóban - Ha egy férfi igazán szeret (2008) Speciális kiadások - Két utazó Special Edition (2002) - Fújja el a szél Special Edition (2004) - Világok hangjai (2007) | Maxi CD-k és DVD-k - Két utazó (2000) - Ezer hold (2001) - Vigyázz rám (2001) - Amíg csak élek I. (2001) - Amíg csak élek II. (2001) - Álom (2002) - Fújja el a szél (2002) - Mama (2003) - Jég a tűzben (2003) - Itt megtalálsz (2004) - Hajnali fény (2004) |

## Tévéműsorok
| Év        | Filmjei, műsorai                         | Szerep      | Csatorna |
| --------- | ---------------------------------------- | ----------- | -------- |
| 2014      | Bumm!                                    | műsorvezető |          |
| 2015      | Kasza!                                   | műsorvezető |          |
| 2016      | Ezek megőrültek!                         | műsorvezető |          |
| 2017–2022 | Pénzt vagy éveket!                       | műsorvezető |          |
| 2018      | Sztárok és párok                         | műsorvezető |          |
| 2018      | Ninja Warrior Hungary                    | műsorvezető |          |
| 2019      | Kapd el, ha tudsz!                       | műsorvezető |          |
| 2021–     | Szerencsekerék                           | műsorvezető |          |
| 2024–     | A Kísértés                               | műsorvezető |          |
| 2024–     | Az 1% Klub – Mennyire okos Magyarország? | műsorvezető |          |
| 2011–     | A Nagy Duett                             | zsűritag    |          |

## Díjak
- Huszka Jenő-díj (2001)
- Artisjus-díj (2002)